# Marduk (musikgrupp)

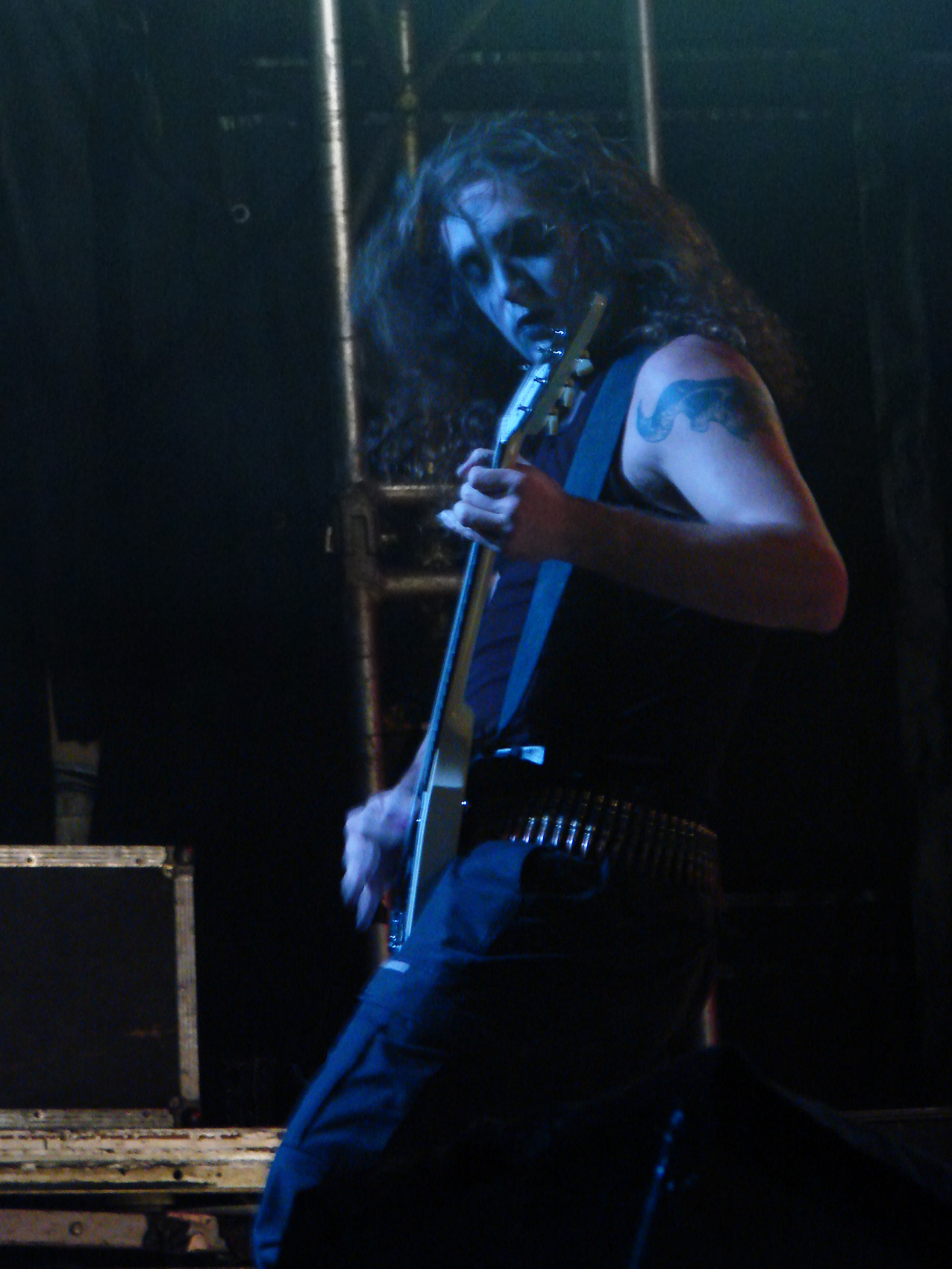
Marduks grundare Morgan Håkansson (Paris 2007).

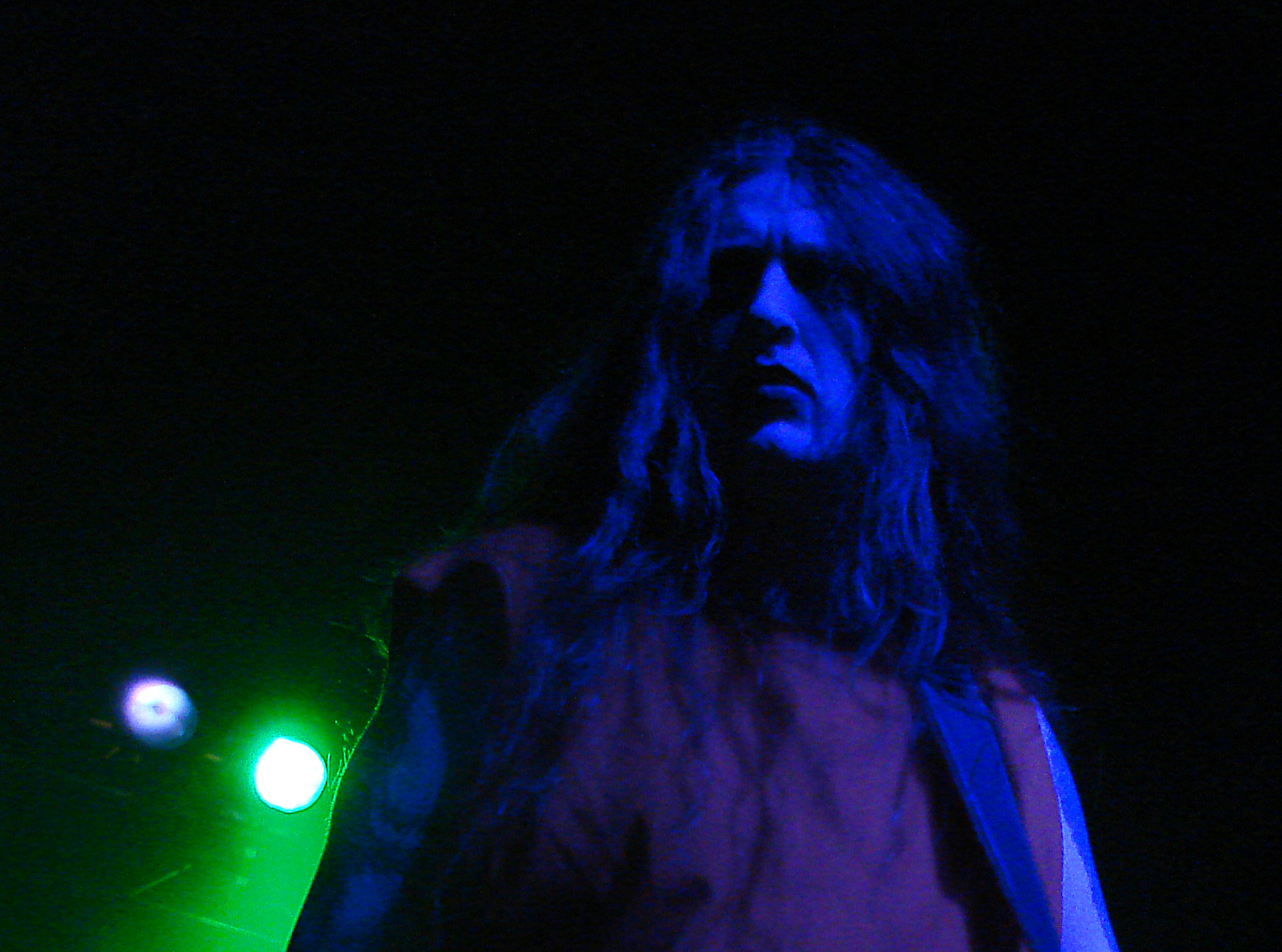
Magnus "Devo" Andersson återkom som basist 2004, (Paris 2007).

Marduk är ett svenskt black metal-band, ursprungligen från Norrköping, bildat 1990 av gitarristen och frontmannen Morgan Håkansson. Debutalbumet Dark Endless gavs ut 1992. Bandet har bland annat turnerat i Europa, Nordamerika, Japan och Australien. Marduk har varit aktivt utan längre avbrott från bildandet fram till idag. Ende kvarvarande originalmedlemmen är dock Morgan Håkansson. Det trettonde albumet, Frontschwein, gavs ut i januari 2015.
Flera av bandets skivor har återsläppts ett antal gånger, där en utgåva till exempel fått sitt ursprungliga omslag med pastellfärgade troll reviderat till ett helt annat omslag. Flera av medlemmarna var profiler inom Norrköpings metalscen under tidigt 1990-tal. Särskilt "Devo" och "Mortuus" har figurerat i ett antal olika band under det gångna decenniet. Till skillnad från många andra band av den gamla skolans black metal så är Marduk ett flitigt liveband, något som bland annat har resulterat i flera liveskivor.

## Historia

### Bildandet och debutalbumet
Marduk bildades i september 1990 av Morgan "Evil" Håkansson. I juni året därpå spelades bandet in sin första demo, Demo #1 (som senare skulle komma att återutges på skiva under den provocerande titeln Fuck me Jesus) i Gorysound Studios. Sångare på demon är Andreas "Dread" Axelsson, Rickard Kalm spelar bas och Joakim "Af Gravf" Göthberg sköter trummorna, medan Morgan Håkansson spelar gitarr. En singel, "Here’s No Peace", spelades in samma år, men gavs inte ut förrän 1997.
Debutalbumet Dark Endless spelades in i juni 1992 och gavs ut i december av No Fashion Records. Kalm lämnade bandet och ny basist blev Roger "Bogge" Svensson, även känd som "B War". Magnus "Devo" Andersson var bandets andre gitarrist på albumet. Dark Endless producerades av bandet själva, mixades av Dan Swanö och gavs ut både på vinyl och som cd.

### Samarbete med Osmose Production
Axelsson lämnade därefter bandet för Edge of Sanity och sångare på albumet Those of the Unlight (1993) är Joakim Göthberg som även spelade trummor på detta album. Fredrik Andersson tog över trummorna året därpå. Bandet hade nu bytt skivbolag till Osmose Productions, ett samarbete som varade under hela återstoden av 90-talet. Those of the Unlight gavs ut både som cd och i en begränsad vinyl-utgåva på 300 exemplar. Magnus Andersson lämnade sedan bandet för att koncentrera sig på sina andra projekt (Overflash, Allegience och Cardinal Sin).
I april 1994 gjorde bandet sin första spelning utomlands, på Black Metal-festivalen i Oslo, vilket följdes av att Marduk turnerade som förband till Immortal på deras "Sons of Northern Darkness"-turné under maj och juni. Det tredje albumet, Opus Nocturne, gavs ut i december och i februari 1995 turnerar Marduk Europa igen som huvudakt i "Winter War"-turnén. Bandet gjorde också sin första spelning på den amerikanska kontinenten, i Mexico City. Även Göthberg lämnade därefter bandet, först för Cardinal Sin och senare för att bilda bandet Dimension Zero tillsammans med bland andra In Flames-gitarristen Jesper Strömblad.
Året därpå, i juni 1996, utgavs nästa album, Heaven Shall Burn... When We Are Gathered, och bandet hade nu Erik "Legion" Hagstedt (Black Goat, Ophthalamia) som ny sångare och Kim Osara (tidigare Overflash) som ny gitarrist. EP:n Glorification som kom i november samma år innehåller spåret "Glorification of the Black God" samt fyra coverlåtar, av Piledriver, Destruction och Bathory. På den begränsade vinylutgåvan om 1 000 handnumrerade exemplar, finns även en cover av Venoms "Hellchild".

### Europaturnéer och livealbum
En turné i Europa följde och då deltog också producenten Peter Tägtgren (även i Hypocrisy/Abyss), som gitarrist. Bandet spelade också som förband till Mayhem på deras återföreningskonsert i östra Tyskland. Ett livealbum, Live in Germania, spelades in under turnén och gavs ut 20 juni 1997. Det gavs också ut som en dubbel-LP i 1 500 handnumrerade exemplar. Samma år släppte Shadow Records trespårs-EP:n Here's No Peace, vars låtar spelades in redan 1991 men då aldrig gavs ut. En återutgivning tre år senare innehåller även två Bathory-covers, "Woman of Dark Desires" och "In Conspiracy with Satan". Skivbolag var då Blooddawn Productions.
I oktober 1997 spelade bandet in nytt material i Tägtgrens The Abyss Studio vilket resulterade i det femte studioalbumet i fullängdsformat, Nightwing, vilket gavs ut i april 1998. Låtarna är indelade i två kapitel där det första, "Dictionnaire Infernal" består av de fyra första spåren. Kapitel två "The Warlord Wallachia" innehåller de senare sex låtarna, och har ett tema kring Vlad III Dracula, med låttitlar som "Dracole Wayda" och "Kaziklu Bey (The Lord Impaler)". Med Nightwing nådde Marduk ut till en vidare internationell publik. Albumet återutgavs 2007 på 12" vinyl av Blooddawn Productions och återigen 2008, då tillsammans med en bonus-DVD, "Live in Rotterdam", inspelad i april 1998.
Marduk återkommer till sitt krigstema med Panzer Division Marduk som Osmose Productions gav ut 1999. Titelns associationer till nazismen under andra världskriget motverkas delvis av att det är en brittisk pansarvagn som avbildas på omslaget. Den extremt snabba musiken på detta album gav upphov till en ny term, Norsecore, för att beskriva black metals möte med snabbheten i grindcore. Under oktober 1999 turnerade Marduk i Europa med bland andra Angel Corpse, Aeternus och Cannibal Corpse och även för första gången i Japan.

### Nytt skivbolag och 10-årsjubileum
En trespårs-EP, Obedience, som bland annat innehöll en cover på Celtic Frosts "Into the Crypts of Rays", gavs ut 2000. Bandet hade nu lämnat Osmose Productions för sitt eget skivbolag Blooddawn Productions genom vilket skivan släpptes i Europa. Century Media gav året därpå ut EP:n i Nord- och Sydamerika, och på den amerikanska upplagan adderades också tre livespår. Marduk firade sitt 10-årsjubileum med en konsert på Halloween i hemstaden Norrköping. Samma kväll släpptes också bandets andra livealbum, Infernal Eternal, inspelat i Frankrike under The World Panzer Battle Tour 1999. Utgåvan består av en musik-cd och en sexspårs-CD-ROM med livevideor. Även denna gavs ut i USA av Century Media året efter. Två av bandets medlemmar, Roger Svensson och Morgan Håkansson, bildade horrorpunkbandet Devils Whorehouse som gav ut sitt debutalbum The Howling år 2000.
Efter att Marduk släppt studioalbumet La Grande Danse Macabre 5 mars 2001 följde under maj månad en amerikaturné som förband till Floridabandet Deicide och tillsammans med kanadensiska Gorguts och All Out War. Därefter genomfördes en turné i Europa som avslutades i Belgien med bandet som huvudakt på en av scenerna på festivalen Graspop metal meeting. En planerad tur till Östeuropa och Ryssland blev inställd i sista minuten. Det visade sig att turnéledaren hade stulit intäkterna från turnén och han blev senare arresterad. En planerad USA-turné med bland andra Kataklysm och Amon Amarth i slutet av 2001 fick också ställas in, efter problem med bland annat visum.

### Första samlingsboxen
I februari 2002 kom cd-boxen "Blackcrowned" med en samling av tidigare inte släppta eller svårtillgängliga musikspår och videor, inspelade mellan september 1991 och 2001. Även en nyinspelad Misfitscover ingår. Boxen består av två cd med en sammanlagd speltid om 1:34:56 och gavs ut i en begränsad upplaga om 10 000 exemplar.
Fredrik Andersson lämnade Marduk och bandets nye trummis blev Emil Dragutinovic, som också spelat i Nominon Legion och varit tillfällig sångare i Spawn of Possession. Efter att en planerad turné, denna gång med Danzig, än en gång stoppats av de amerikanska myndigheterna, genomfördes en decemberturné i Europa med bland andra Six Feet Under, Immolation och Dying Fetus, samt i Holland även thrash-veteranerna Exodus.
Marduk spelade in sitt nästa album under arbetsnamnet "Funeral War", vilket senare ändrats till World Funeral när albumet släpptes i februari 2003. Förstasingeln, "Hearse" som gavs ut innan fullängdssläppet, innehöll även Possessed-covern "Phantasm". Introt till albumets öppningsspår, "With Satan And Victorious Weapons", hade tidigare förekommit i en inkvisitionsscen i filmen Rosens namn. Låten "Blackcrowned" baseras på det klassiska stycket "The Queen's Funeral March (Procession)" av Henry Purcell. Detta är det sista albumet med "B War", Roger Svensson, på bas och likaså sista albumet med "Legion", Erik Hastedt som sångare. Albumet gavs ut i flera format utöver som CD, bland annat i en begränsad upplaga om 1 500 exemplar på svart vinyl och lika många som bildskiva. Utgivningen följdes av en turné med över 30 konsertdatum runtom i Europa.
Material för en fyraspårs-EP med namnet "Porträtt Av Döda Barn" spelades in, men denna har aldrig blivit utgiven. Bandet deltog i "No Mercy"-festivalen tillsammans med bland andra Testament, Darkane och Death Angel. På en festival i augusti återkom Göthberg som gästsångare i låten "The Black", ett framförande som filmades för att sedan återfinnas på DVD:n Funeral Marches and Warsongs som släpptes 2004.

### Ny sångare

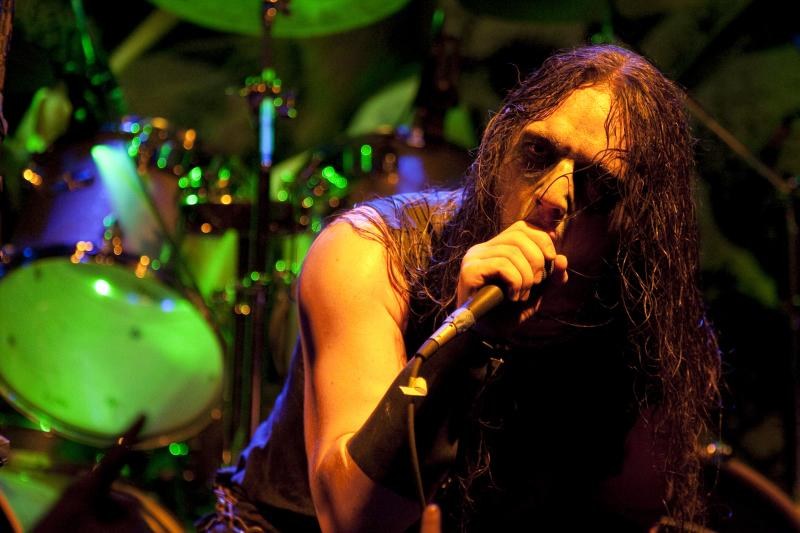
Daniel "Mortuus" Rostén, São Paulo, Brasilien 2010.

Under oktober och november 2003 turnerade Marduk i Sydamerika innan sångaren Legion hastigt lämnade bandet i mitten av november. Några planerade konserter i Grekland och England fick därmed ställas in. I februari 2004 meddelades att ny sångare i bandet var Daniel "Mortuus" Rostén, tidigare i Funeral Mist och Triumphator under namnet "Arioch". I maj ersattes Roger Svensson på bas av Magnus "Devo" Andersson, som nu återkom som basist efter att ha varit andregitarrist på Marduks två första album.
Bandets första DVD-utgåva, Funeral Marches and Warsongs, släpptes i februari 2004. I maj var Marduk huvudakt på Motala Metal Festival och under sommaren likaså på Agglutination Festival i södra Italien. Det nya albumet Plague Angel spelades in i Endarker Studios i Norrköping och släpptes 22 november 2004. En exklusiv upplaga på 1 000 exemplar på handnumrerade vinyl släpptes också. I USA gavs albumet ut först i mars 2005 via Candlelight Records. Bandet annonserade sin "Deathmarch world tour" och gav i samband med turnén ut EP:n Deathmarch. Trummisen Emil Dragutinovic fick dock armen bruten i ett bråk vilket gjorde att bandet fick ställa in resten av turnén. I september 2005 turnerade Marduk Skandinavien och Europa med Mystic Circle som förband.
Sommaren 2005 framträdde Marduk på Wacken Open Air och "Deathmarch"-turnén fortsatte i Europa under augusti och september, avslutandes med tre konserter i Turkiet innan bandet återvände till Syd- och Centralamerika. För att fira bandets 15 år släpptes den 5 december livealbumet Warschau vilket innehöll en CD med material inspelat under två konserter i Polen året före.

### 2006 – 2008

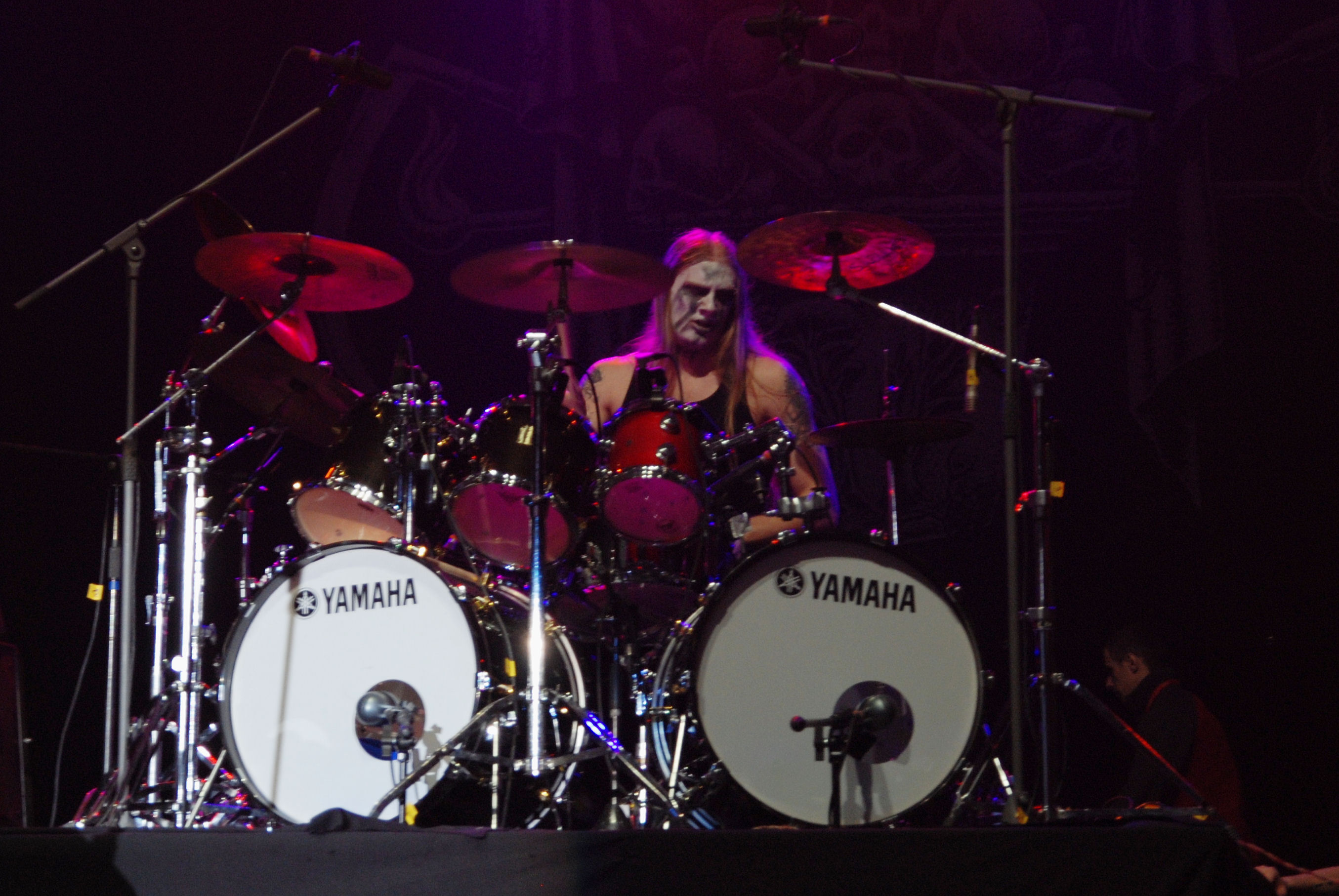
Lars Broddesson, Metalmania 2008.

Metalboat-festivalen mellan Sverige och Finland gästades av Marduk som huvudakt och bandet spelade även på Inferno-festivalen i Oslo. En dubbel-DVD, Blood Puke Salvation, släpptes 6 oktober 2006 och innehåller två konserter inspelade i december 2004 i Tilburg, Nederländerna och Antwerpen, Belgien, samt fotogalleri, intervjuer och videoklipp.
Emil Dragutinovic lämnade bandet under inspelningen av bandets tionde studioalbum, december 2006 - januari 2007. Dragutinovic spelar dock på de flesta av skivans spår men ersattes senare permanent av Lars Broddesson. Därpå följde under våren åter turnéer till Mexiko samt i Ukraina och Ryssland. Albumet Rom 5:12 släpptes i april 2007, och utöver som vanlig cd utgavs också en begränsad utgåva med en 44-sidig booklet, samt en LP-utgåva om 500 exemplar. Gästsångare på plattan är den tidigare sångaren Joakim Göthberg i låten "Cold Mouth Prayer" och A. A. Nemtheanga i "Accuser/Opposer".
Under sommaren gjordes ett antal framträdanden på olika festivaler som Sweden Rock Festival, Metaltown och Waldrock Open Air, och i augusti genomförde bandet en turné genom Australien. Slutet av året ägnades en större turné i Europa med bland annat de första spelningar i de baltiska staterna.
I början av 2008 spelade Marduk för första gången i länder som Makedonien, Serbien, Rumänien och Bulgarien. I mars deltog bandet i inomhusfestivalen Metalmania i Katowice, Polen och turnerade åter i Sydamerika med länder som Brasilien, Chile, Colombia, Ecuador och Venezuela. Under sommaren deltog bandet på flera festivaler i Europa som Hellfest i Frankrike, Metalcamp i Slovenien, Kaltenbach i Österrike, Allience Fest i Portugal och Summer Breeze-festivalen i Tyskland.

### 2009 – 2014
Marduks elfte studioalbum Wormwood släpptes 24 september 2009. Under sensommaren och hösten spelade bandet bland annat i Tyskland, Tjeckien, Polen och USA. 2011 släpptes EP:n Iron Dawn med ett liknande krigstema som på 1999 års fullängdare Panzer Division Marduk.
I maj 2012 släpptes bandets tolfte fullängdsalbum Serpent sermon. Under våren 2012 släpptes även en singel med låtarna Souls for Belial och Woven hand-covern Oil on panel som medföljde Sweden rock magazine # 92. Efter ett antal turnéer i Australien, Japan, Europa, Nord- och Sydamerika och Sverige i anslutning till släppet av Serpent Sermon tvingades trummisen Lars Broddesson slutade i bandet under hösten 2013 på grund av ett nervproblem i ryggen. Fredrik Widigs tog över positionen som trummis i bandet, och under 2014 påbörjades inspelningen av bandets trettonde fullängdsalbum.

### 2015 –

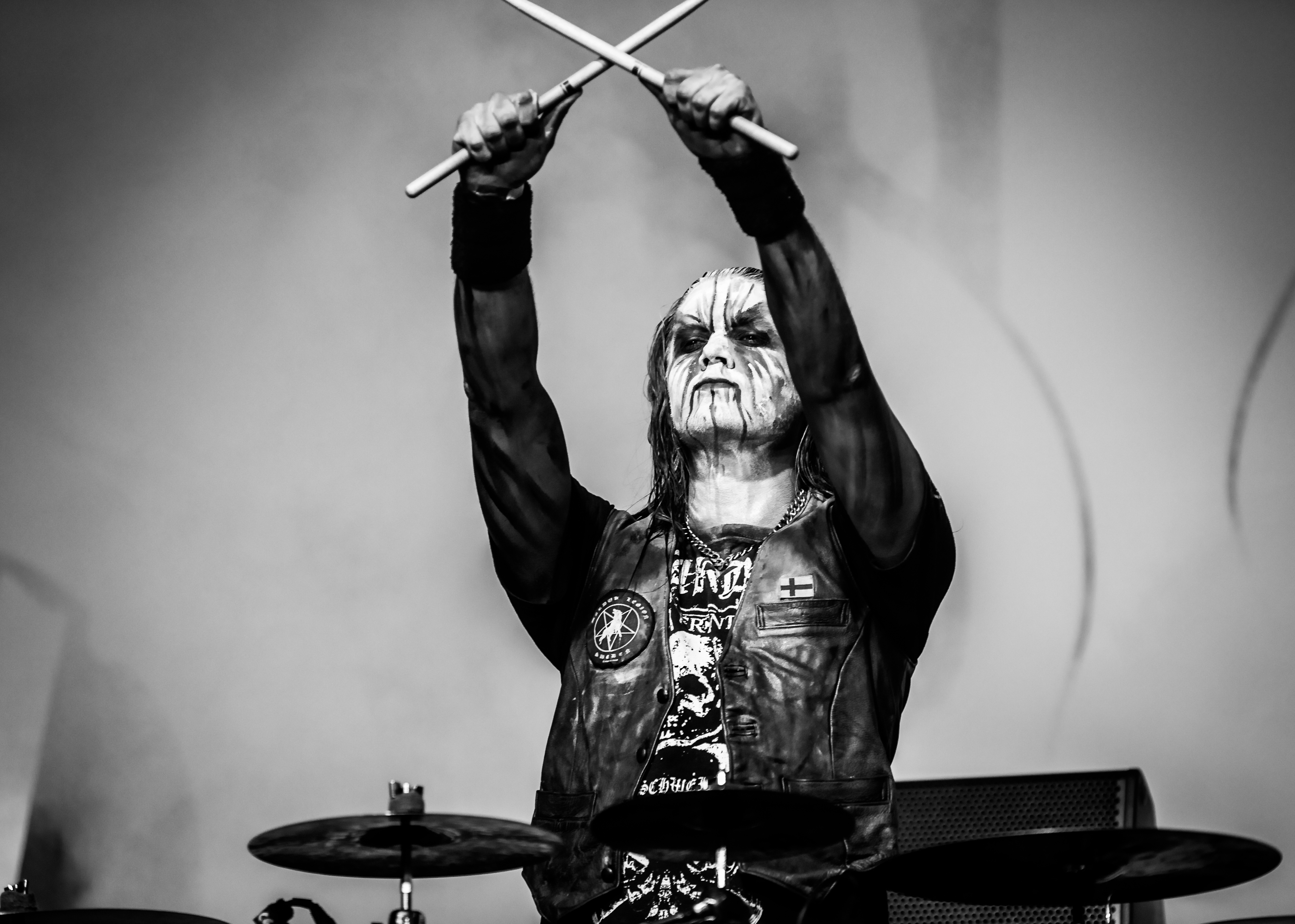
Fredrik Widigs, Wacken Open Air 2016.

Frontschwein är ett konceptalbum om andra världskriget. Skivan spelades in i Endarker Studio in Norrköping och släpptes av Century Media 19 januari 2015. En musikvideo gjordes för titelspåret. Albumet släpptes utöver på CD även som 12" svart vinyl samt i upplagor begränsade till 200 vardera som guldfärgad, silverfärgad och klar vinyl. Dessutom släpptes 200 kassettband.
Marduk turnerade flitigt under 2015. I januari genomfördes tolv spelningar i Australien, Nya Zeeland och Japan och i februari-april första delarna av Frontschwein-turnén med ett trettiotal datum i Europa. I april-maj spelade bandet tolv konserter i Syd- och mellanamerika och under sommaren gjordes dussinet festivalspelningar i Europa med start i juni på Sweden Rock i Sölvesborg. Hösten och vintern fortsatte med ett 20-tal datum i Europa och även en spelning i Tel Aviv, Israel. Den 18 december släppte bandet samtidigt två olika livalbum på vinyl, Strigzscara - Warwolf med en tidig liveinspelning från Norrköping 1993, och World Panzer Battle 1999 med material från en spelning i Markethalle, Hamburg 1999. Båda släpptes endast i 500 handnumrerade kopior vardera.
Även 2016-2017 blev år av turnerande för bandet med bland annat spelningar i Ryssland, över större delen av Europa och ett trettiotal datum i Nordamerika.
I april 2018 spelar Marduk på Stockholm Slaughter på Fryshuset tillsammans med band som Septic Flesh, Taake, Aura Noir och My Dying Bride. I maj 2018 genomförs turnén March of Blood and Iron i Europa tillsammans med Ragnarok och Infernal War, och i september-oktober turnerar bandet åter i Sydamerika.
2018 anklagades bandet för att sympatisera med den nynazistiska rörelsen NMR något som bandet dock avvisade som lögner.

## Medlemmar
Nuvarande medlemmar

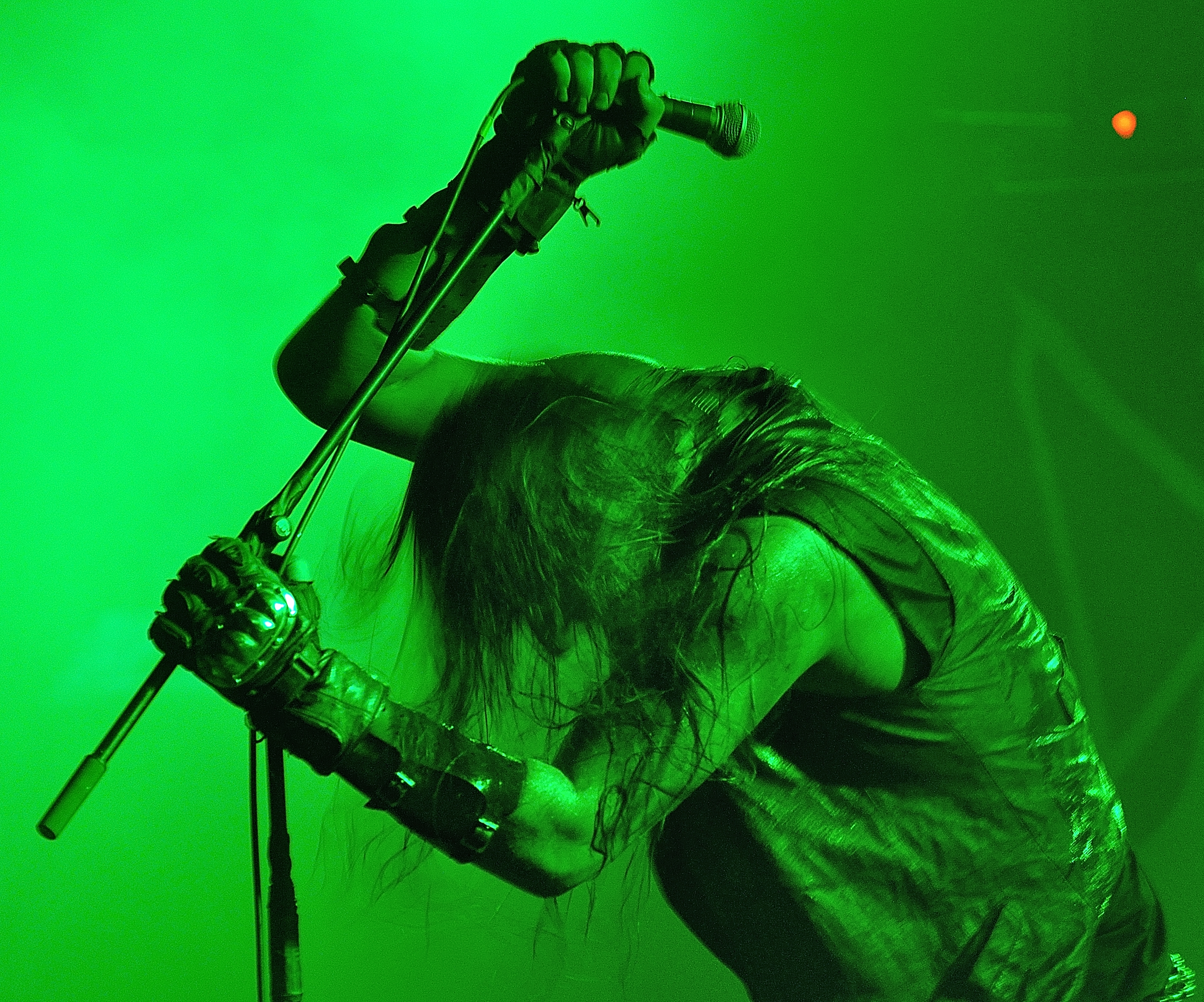
Daniel “Mortuus” Rostén, 2015.

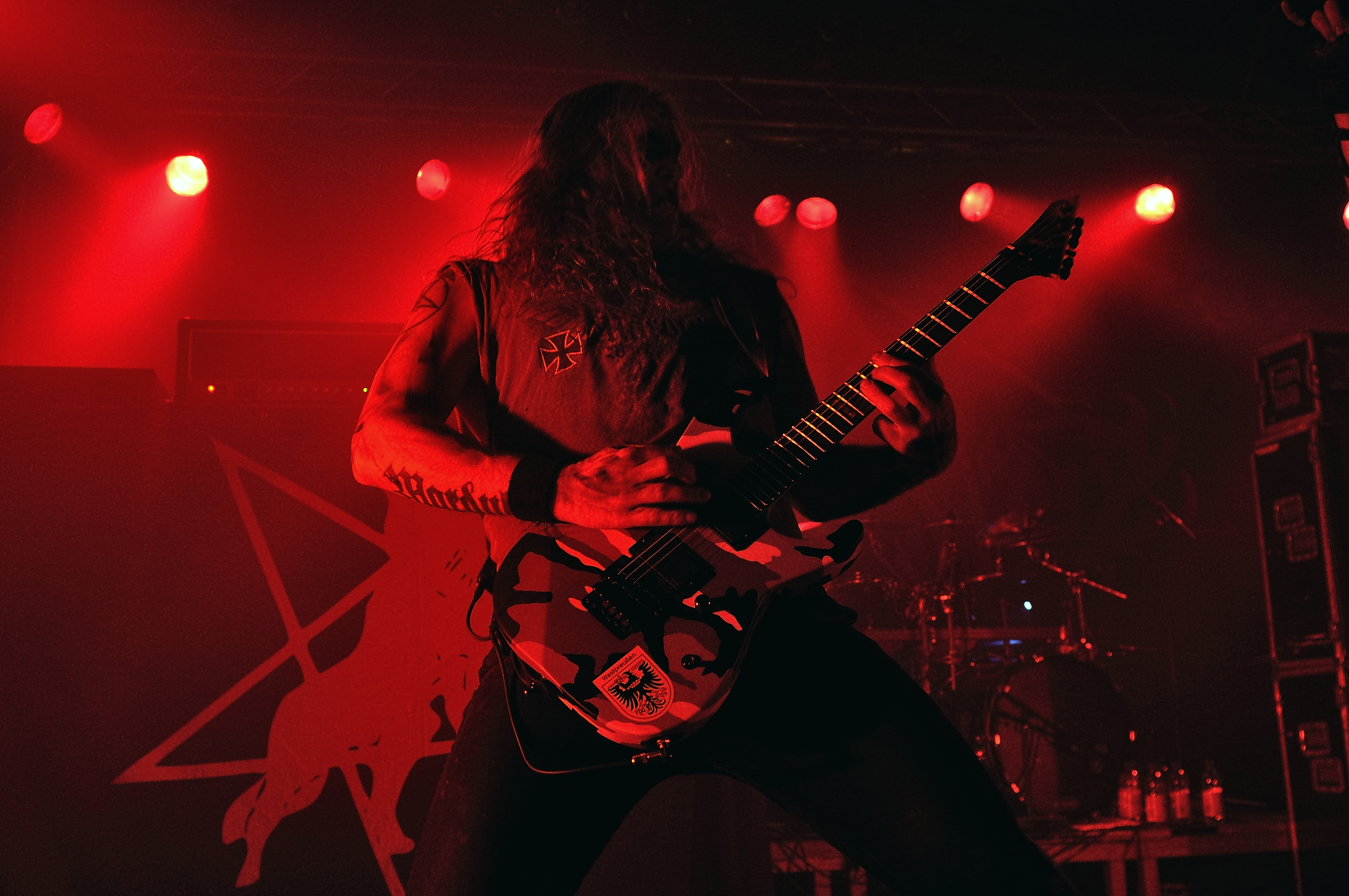
Morgan Steinmeyer Håkansson, 2015.

- Evil (Morgan Steinmeyer Håkansson) – gitarr (1990–)
- Mortuus (Daniel Rostén) – sång (2004–)
- Simon (Simon Schilling aka "BloodHammer") – trummor (2019– )

Tidigare medlemmar
- Joel Lindholm - basgitarr (2020[26]-2023[27])
- Dread (Andreas Axelsson) – sång (1990–1992)
- Af Gravf (Joakim Göthberg) – gitarr, trummor (1990–1992), sång (1992–1995)
- Rikard Kalm – basgitarr (1990–1992)
- B. War (Roger Svensson aka Bogge) – basgitarr (1992–2003)
- Devo (Magnus Andersson) – gitarr (1992–1994), basgitarr (2004–2019)
- Fredrik Andersson – trummor (1993–2002)
- Kim Osara – gitarr (1995–1996)
- Legion (Erik Hagstedt) – sång (1995–2003)
- Emil Dragutinovic – trummor (2002–2006)
- Lars Broddesson – trummor (2006–2013)
- Fredrik Widigs – trummor (2014–2018)

Turnerande medlemmar
- Peter Tägtgren – gitarr (1996–1997)
- Fredrik Widigs – trummor (2013–2014)
- Simon "BloodHammer" Schilling – trummor (2019)

## Diskografi

### Demo
- Fuck Me Jesus (demo) (1991)

### Studioalbum
- Dark Endless (1992)
- Those of the Unlight (1993)
- Opus Nocturne (1994)
- Heaven Shall Burn... When We Are Gathered (1996)
- Nightwing (1998)
- Panzer Division Marduk (1999)
- La Grande Danse Macabre (2001)
- World Funeral (2003)
- Plague Angel (2004)
- Rom 5:12 (2007)
- Wormwood (2009)
- Serpent Sermon (2012)
- Frontschwein (2015)
- Viktoria (2018)
- Memento Mori (2023)

### Livealbum
- Live in Germania (1997)
- Infernal Eternal (2000)
- Warschau (2005)
- Strigzscara-Warwolf (2015)
- World Panzer Battle 1999 (2015)

### EP
- Glorification (1996)
- Here's No Peace (1997)
- Obedience (2000)
- Slay the Nazarene (2002)
- Deathmarch (2004)
- Iron Dawn (2011)
- Ancient Evil (2015)
- The Sun Turns Black as Night (2015)
- Panzer Division Live (2018)
- Winged Death 1993 (2019)

### Singlar
- "Slay the Nazarene" (2002)
- "Hearse" (2002)
- "Coram Satanae" (2012)
- "Souls for Belial" (2012)
- "Werwolf" (2018)
- "Equestrian Bloodlust" (2018)

### Samlingsalbum
- Blackcrowned (2002)

## Videografi
- Funeral Marches and Warsongs (DVD) (2003)
- Blackcrowned (DVD) (2005)
- Blood Puke Salvation (DVD) (2006)